# Вікторія (Бреїла)
Вікторія (рум. Victoria) — село у повіті Бреїла в Румунії. Адміністративний центр комуни Вікторія.
Село розташоване на відстані 127 км на схід від Бухареста, 57 км на південний захід від Бреїли, 107 км на північний захід від Констанци, 76 км на південний захід від Галаца.

## Населення
За даними перепису населення 2002 року у селі проживали 2352 особи. Усі жителі села рідною мовою назвали румунську.
Національний склад населення села:
| Національність | Кількість осіб | Відсоток |
| -------------- | -------------- | -------- |
| румуни         | 2268           | 96,4%    |
| цигани         | 84             | 3,6%     |